# The Neon God: Part 2 – The Demise
The Neon God: Part 2 - The Demise är ett konceptalbum av W.A.S.P., utgivet den 28 september 2004.
Albumet är det andra av två som handlar om pojken Jesse William Slanes uppväxt. Jesses pappa Robert Slane dog när Jesse var sex år gammal och hans mamma Mary Slane blev drog- och alkoholberoende till följd av Roberts död. När han var åtta år blev han skickad till "The Sisters Of Mercy Boys Home" som drevs av katolska nunnor. Under tiden där blev han psykiskt, mentalt och sexuellt utnyttjad av en nunna vid namn Sister Sadie.

## Låtförteckning
1. "Never Say Die" – 4:40
2. "Resurrector" – 4:25
3. "The Demise" – 4:01
4. "Clockwork Mary" – 4:19
5. "Tear Down The Walls" – 3:40
6. "Come Back To Black" – 4:49
7. "All My Life" – 2:35
8. "Destinies To Come (Neon Dion)" – 4:35
9. "The Last Redemption" – 13:39